# Neander aus dem Tal
Neander aus dem Tal (englisch B.C. für Before Christ; deutsch: v. Chr.) ist der Name eines US-amerikanischen Zeitungscomics des Amerikaners Johnny Hart. Der Comic spielt im prähistorischen Zeitalter der Erde und beschreibt das Leben verschiedener „Höhlenmenschen“, die in der fiktiven Geschichte zur selben Zeit wie die Dinosaurier leben.
Der Comic war einer der Zeitungscomics, der am längsten von seinem ursprünglichen Erfinder seit dem 17. Februar 1958 täglich veröffentlicht wurde. Der Comic wird verlegt von Creators Syndicate.
Die Comics erschienen in Deutschland unter dem Titel Neander aus dem Tal. In den 1980er Jahren erschienen dazu die Computerspiele B.C.’s Quest for Tires und B.C. II: Grog’s Revenge.

## Hauptfiguren des Comics

### B. C.
Ein Zeitgenosse, dem man gern begegnen würde. Nett, etwas naiv.

### Cute Chick
Sie lebt mit Fat Broad in einer Höhle. Cute Chick ist als schlanke Frau gezeichnet, die alle Männer in dem Comic reizvoll finden. Sie ist damit das genaue Gegenteil von Fat Broad. Cute Chick unterhält sich gern mit Fat Broad, vorwiegend über Männer.

### Curls
Ein Meister des sarkastischen Witzes. Er betreibt u. a. einen Stand "Advice" (dt.: "Guter Rat"), an dem er entsprechende Ratschläge gibt.

### Wiley
Er ist gut zu erkennen an seinem Holzbein, über das er auch mal selber Witze macht. Wiley ist ein großer Poesiefreund. Er nutzt gern selbstverfasste Gedichte, um etwas zu kommentieren. Daneben hat er Freude an Sport. So ist er (erfolgloser) Trainer einer Baseball- sowie einer Football-Mannschaft.

### Peter
Er ist sehr geschäftstüchtig, unternehmerisch und macht alles zu Geld, was häufig auf Unverständnis trifft. Peter betrachtet sich selbst als Genie und tritt immer wieder als Redner auf.

### Clumsy
Clumsy (voller Name Clumsy Carp) trägt die einzige Brille im Comicstrip. Er ist so ungeschickt in allem, wie es sein englischer Name aussagt. So scheitert er etwa durch seine Tollpatschigkeit in jedem Sport. Und er steckt häufig den Kopf unter Wasser, um Fische zu beobachten. Dabei kann es auch mal passieren, dass das Wasser zufriert.

### Grog
Ein übermenschlich starkes Wesen, was einem Fellbündel ähnelt. Es ist von nicht erkennbarem Geschlecht und äußert sich wenig, und wenn dann in einem stark verkürzten Englisch (und in der dritten Person über sich selbst) oder nur mit einem lauten „Grog“.

### Fat Broad
Fat Broad (dt. „fette Tussi“) lebt mit Cute Chick in einer Höhle und unterhält sich gern mit ihr (vorwiegend über Diäten und Männer). Sie regt sich leicht auf, besonders bei frauenfeindlichen Witzen oder Anspielungen auf ihr Gewicht. Sie erweist sich dann als stark und schreckt auch nicht vor Gewalt zurück. Fat Broad kämpft erfolglos mit ihrem ausgeprägten Übergewicht und hasst Schlangen. Weiterhin schreibt sie Ratschläge unter dem Namen Miss-Know-It-All (dt. „Fräulein Allwissend“).

### Thor
Ein großer Erfinder, der sich auf vielen Gebieten (u. a. dem Rad) tummelt. Er kümmert sich um Wolf.

### Wolf
Das einzige regelmäßig auftretende Haustier im Comic: Er kommt erst spät dazu, am 24. August 2009, als alle anderen Figuren schon ausgereift sind. Wolf fängt wolfsartig an, aber entwickelt schnell hundeartige Züge. Er gehört zu Thor. Es ist allerdings fraglich, wer wen domestiziert hat.

### John
Eine extrem langsame Schildkröte, deshalb wird er auch manchmal als Zusteller des US Mail-Services (amerikanischer Postdienst) dargestellt. Er leidet unter großer Spinnenangst.

### Dookie
Ein Vogel, der auf John reitet und ihm dabei auch als Navigationshilfe dient. Er möchte gern im Süden überwintern, aber manchmal verirren sich John und er bei ihren Reisen. Dookie macht sich gern darüber lustig, wie langsam John ist.

## Auszeichnung
1992 erhielt Neander aus dem Tal den Max-und-Moritz-Preis als bester internationaler Comic-Strip.